# حزب جبهه مردمی برای دموکراسی (لسوتو)
جبهه مردمی برای دموکراسی (به زبان سوتویی: Khoeetsa ea Sechaba) یک حزب سیاسی در لسوتو است.

## تاریخچه حزب
این حزب در انتخابات ۲۵ مه ۲۰۰۲ موفق شد با کسب ۱٫۱٪ از آرای عمومی، یک کرسی از مجموع ۱۲۰ کرسی مجلس ملی را به‌دست آورد. در انتخابات ۱۷ فوریه ۲۰۰۷ نیز این کرسی حفظ شد.
در انتخابات ۲۰۱۲، این حزب موفق به کسب ۳ کرسی شد. در انتخابات ۲۰۱۵ تعداد کرسی‌هایش به ۲ کاهش یافت، اما پس از انتخابات ۲۰۱۷ دوباره به ۳ کرسی رسید. با این حال در انتخابات ۲۰۲۲ مجدداً تعداد کرسی‌هایش به یک کاهش یافت.

## ایدئولوژی
این حزب به‌طور رسمی گرایش سوسیال دموکراسی و سوسیالیسم دموکراتیک دارد. در گذشته مواضعی نزدیک به کمونیسم و مارکسیسم-لنینیسم اتخاذ کرده بود.